# Helena Matute
Helena Matute Greño (Bilbao, 1960) es una psicóloga, catedrática universitaria e investigadora española.

## Biografía
Matute es doctora en Psicología por la Universidad de Deusto, donde es catedrática de Psicología Experimental y directora del Laboratorio de Psicología Experimental. Ha sido investigadora visitante en distintas universidades del mundo como la de Gante en Bélgica, las de Sídney y Queensland en Australia o Minnesota en Estados Unidos.
Su grupo de trabajo investiga sobre sesgos cognitivos, ilusiones causales, pseudociencias, supersticiones y psicología de las nuevas tecnologías. Sus publicaciones recientes tratan de bulos relacionados con búsquedas en internet sobre salud, interpretaciones subjetivas sobre síntomas, creencias de tratamientos ineficacies y sesgos de causalidad. Es autora de más de ochenta artículos de investigación en publicaciones científicas, ha dirigido doce tesis doctorales y ha escrito varios libros de divulgación científica entre los que se señalan Psicología de las Nuevas Tecnologías (2012) y Nuestra Mente nos Engaña (Shackleton Books, 2019).
Miembro asesor del consejo científico de FECYT, Matute es presidenta de la Sociedad Española de Psicología Experimental y académica de número de Jakiunde - Academia de las Ciencias, las Artes y las Letras del País Vasco. Tiene el premio Prisma y el premio DIPC-Jot Down de divulgación científica.

## Obras publicadas
- Matute, H., Vadillo, M. A., Blanco, F., Orgaz, C., y Vegas, S.: En qué se diferencia la danza de la lluvia del barómetro y de las bajas presiones: Una investigación sobre cómo aprendemos a explicar, predecir y controlar nuestro entorno. (2007), Ed. Universidad de Deusto).
- Beckers, T., De Houwer, J., Matute, H. (editores): Human Contingency Learning: Recent Trends in Research and Theory (2007,  Hove: Psychology Press).
- Pineño, O., Vadillo, M. A., Matute, H. (editores): Psicología del Aprendizaje (2007, Ed. Abecedario).
- Matute, Helena; Vadillo, Miguel A.: Psicología de las nuevas tecnologías: de la adicción a Internet a la convivencia con robots (2012, Ed. Síntesis).